# Meteorium papillarioides
Meteorium papillarioides là một loài Rêu trong họ Meteoriaceae. Loài này được Nog. mô tả khoa học đầu tiên năm 1937.